# Seznam klášterů v Českých Budějovicích
Seznam klášterů v Českých Budějovicích obsahuje stávají i zaniklé konventy, místní sídla kongregací a klášterní areály, které vznikly nebo po část své existence fungovaly na území Českých Budějovic.

## Kláštery
| Název                                     | Obrázek                                         | Denominace                          | Umístění             | Založení  | Galerie                                                                                       | Popis |
| ----------------------------------------- | ----------------------------------------------- | ----------------------------------- | -------------------- | --------- | --------------------------------------------------------------------------------------------- | --- |
| Dominikánský klášter                      | Dominikánský klášter                            | dominikáni, piaristé, redemptoristé | Piaristické náměstí  | ~1260     | Kategorie „Dominikánský konvent v Českých Budějovicích“ na Wikimedia Commons                  | Podrobnější informace naleznete v článku Dominikánský klášter (České Budějovice) . |
| Františkánský klášter                     | areál s kostelem svatého Vojtěcha               | františkáni                         | Emmy Destinové 1     | 1939      | Kategorie „Church of Saint Adalbert of Prague (České Budějovice)“ na Wikimedia Commons        | Zřízen u nově vystavěného kostela svatého Vojtěcha ve Čtyřech Dvorech. Fungoval do roku 1950. Koncem 40. let zde působil pouze představený a dva laičtí bratři. Dnes slouží jako sídlo Salesiánů. |
| Kapucínský klášter                        | Teologicko-filozofický seminář                  | kapucíni                            | Kněžská 8            | 1615–1621 | Kategorie „Kapucínský klášter (České Budějovice)“ na Wikimedia Commons                        | Kapucíni v Č. Budějovicích působili od roku 1614. 3. 12. 1615 se městská rada zavázala vystavět klášter, který byl dokončen roku 1620 a slavnostně vysvěcen 1. 2. 1621. Zrušen byl 31. 12. 1786 Josefem II., uzavřen 16. 7. 1788. Klášterní kostel svaté Anny byl později využit jako sýpka. Objekt dnes slouží jako Teologická fakulta Jihočeské univerzity. |
| Klášter boromejek                         | areál s kostelem Svaté Rodiny                   | boromejky                           | Karla IV., Jirsíkova | 1945      | Kategorie „Klášter boromejek (České Budějovice)“ na Wikimedia Commons                         | Od roku 1850 působilo 16 boromejek v tehdejší nemocnici (ul. Karla IV.), později vystavěly areál mezi ul. Karla IV. a Jirsíkova (kostel Svaté Rodiny, sirotčinec, smíšená obecná i měšťanská škola), na přelomu 19. a 20. století vystavěly areál na křižovatce ul. Lannova a Jeronýmova (útulek, penzionát, řeholní dům a kapli svatého Karla Boromejského), který byl zničen bombardováním za 2. světové války. V roce 1950 byly budovy zestátněny, do roku 1956 působily boromejky v nemocnici. |
| Klášter františkánek                      |                                                 | františkánky                        | Krajinská × Hradební | 1781      |                                                                                               | V domě se zahradou získaném jako dar od Josefa Stiftera provozoval od roku 1781 řád sester svatého Františka chudobinec a od roku 1787 též nemocnici. V témže roce františkánky v souvislosti s Josefínskými reformami odešly. |
| Klášter vincentek                         | Býv. morový špitál a kostel Nejsvětější Trojice | vincentky                           | U Trojice            | 1937      | Kategorie „Špitálek“ na Wikimedia Commons                                                     | V areálu tzv. morového špitálu zřídily tzv. Vincentinum, kde 3 nebo 4 sestry pečovaly o staré a nemocné osoby. |
| Kongregace bratří těšitelů z Gethseman    | Kostel svatého Cyrila a Metoděje                | těšitelé                            | Suché Vrbné          | 1936      |                                                                                               | Klášter fungoval v letech 1936–1950. Viz též kostel svatého Cyrila a Metoděje. V současnosti je budova využívána jako Kněžský domov pro staré a nemocné duchovní. |
| Kongregace bratří Nejsvětější Svátosti    | Kongregace bratří Nejsvětější Svátosti          | petrini                             | Žižkova 4            | 1888      | Kategorie „Church of the Virgin Mary of the Rosary in České Budějovice“ na Wikimedia Commons  | Podrobnější informace naleznete v článku Kostel Panny Marie Růžencové (České Budějovice) . |
| Kongregace sester Nejsvětější Svátosti    | Kostel Božského srdce Páně                      | petrinky                            | Lipenská 1           | 1945      | Kategorie „Klášter petrinek (České Budějovice)“ na Wikimedia Commons                          | Podrobnější informace naleznete v článku Kostel Božského srdce Páně (České Budějovice) . |
| Kongregace Školských sester de Notre Dame | Kaple svatého Josefa                            | notredamky                          | Na Sadech 19         | 1871      | Kategorie „Kongregace Školských sester de Notre Dame (České Budějovice)“ na Wikimedia Commons | Podrobnější informace naleznete v článku Církevní mateřská škola U sv. Josefa . |
| Kongregace Salesiánů Dona Bosca           | areál s kostelem svatého Vojtěcha               | salesiáni                           | Emmy Destinové 1     | 1980/1990 | Kategorie „Church of Saint Adalbert of Prague (České Budějovice)“ na Wikimedia Commons        | V upravené budově u kostela svatého Vojtěcha ve Čtyřech Dvorech (původně zde sídlili františkáni). Oficiálně od roku 1990 po založení farnosti. |
| Křižovnický klášter                       | areál s kostelem svatého Václava                | křižovníci                          | Krajinská 42-44      | 1351      | Kategorie „Church of Saint Wenceslaus (defunct, České Budějovice)“ na Wikimedia Commons       | Klášter zajišťoval provoz tehdejší nemocnice a přilehlého kostela svatého Václava (nedochoval se). V Českých Budějovicích působil v letech 1351–1359. |
| Piaristická kolej                         | areál s kostelem svatého Vojtěcha               | piaristé                            | Biskupská 4          | 1763      | Kategorie „Bishop residence of České Budějovice“ na Wikimedia Commons                         | Výstavba zahájena 1763, budova užívána od r. 1769, piaristům zabavena r. 1785 pro účely biskupské rezidence, kolej přesunuta do bývalého Dominikánského konventu. |
| Sestry Apoštolátu III. řádu sv. Františka | děkanství                                       | urbanky                             | U Černé věže 4       | 1930      |                                                                                               | Urbanky zpravidla žily jednotlivě v soukromých bytech, v Č. Budějovicích však sídlily v malé komunitě (2-4) na děkanství. Poskytovaly ošetřovatelskou i duchovní službu v domácnostech, v 50. letech pod hlavičkou Červeného kříže. Mezi lety 1958–1960 byly vězněny a činnost přerušily. |

## Klášterní domy
V Českých Budějovicích existovalo několik areálů, které spravovaly či vlastnily i kláštery fungující mimo území města. Nejčastěji byly tyto klášterní domy využívané ke vzdělávání.
| Název                          | Obrázek                        | Zakladatel                                     | Umístění     | Založení | Galerie                                                             | Popis |
| ------------------------------ | ------------------------------ | ---------------------------------------------- | ------------ | -------- | ------------------------------------------------------------------- | --- |
| Nadační dům                    | Nadační dům                    | Vyšebrodský klášter                            | Lannova 12   | 1862-65  | Kategorie „Nadační dům (České Budějovice)“ na Wikimedia Commons     | Dům vystavěn Vyšebrodským klášterem. |
| Nonnenhof                      |                                | Dominikánský klášter                           | Panská-Česká | <1643    |                                                                     | Velký dům v bloku mezi Panskou a Českou je v majetku dominikánů doložen v roce 1643. Obývaly jej pravděpodobně bekyně pracující pro klášter. |
| Teologicko-filozofický seminář | Teologicko-filozofický seminář | Jan Prokop Schaaffgotsche, Vyšebrodský klášter | Kněžská 8    | 1802     | Kategorie „Kněžská 8 (České Budějovice)“ na Wikimedia Commons       | Bývalý kapucínský konvent, dnešní Teologická fakulta.                                                                                        |
| Vyšebrodský dům                | Vyšebrodský dům                | Vyšebrodský klášter                            | Krajinská 21 | 1818     | Kategorie „Vyšebrodský dům (České Budějovice)“ na Wikimedia Commons | Dům „U Zlatého bažanta“ zakoupen Vyšebrodským klášterem od Marie Anny Joosové za 8000 zlatých.                                               |